# Alberni Indian Residential School
Die Alberni Indian Residential School war von 1891 bis 1973 eine Schule in der Stadt Alberni. Sie befand sich südlich des Tseshaht-Reservats Tsahaheh 1 und ungefähr vier Kilometer nördlich von Port Alberni. Traurige Berühmtheit erlangte diese (und weitere Schulen dieses Typs in Kanada) durch die systematischen Übergriffe auf die Kinder der Schule durch das Lehrpersonal.

## Geschichte
Die Alberni Indian Residential School wurde als eine Tagesschule von dem Presbyter Reverand J.A. MacDonald im Jahr 1891 eröffnet. MacDonald’s Schwester konnte die Presbyterian Woman’s Missionary Society davon überzeugen, dass eine größere Schule benötigt würde. Aus der neuen Schule wurde schnell ein Internat mit 50 Schülern der Presbyterian Woman’s Missionary Society unter der Leitung der Oberschwester Elizabeth Lister und einem Herrn McKee als Lehrer. H.B. Curry war der Schulleiter, als die Schule 1917 niederbrannte. Er wurde auch wieder eingesetzt, als das neue Gebäude – bezahlt durch die Regierung – im Jahr 1920 errichtet und eröffnet wurde. Das Management der Schule wurde 1925 an die United Church Woman’s Missionary Society weitergegeben. F. E. Pitts wurde 1927 zum Schulleiter ernannt und blieb noch, bis R.C. Scott Ende 1939 zum Direktor ernannt wurde. Ihm folgte A.F. Caldwell im Jahr 1944. Im Jahr 1944 wurden auch zwei neue Klassenzimmer und die Seniorenresidenz (später Peake Hill) an dieser Stelle gebaut. Ab diesem Zeitpunkt war dann auch die Regierung für die Einstellung der Lehrer verantwortlich. Dem Schulleiter Caldwell folgten John Denny im Jahr 1958 und J.A. Andrews im Jahr 1962. 1969 übernahm die Bundesregierung die volle Verantwortung für das Management der Schule. Die Schule wurde 1973 geschlossen, das Gebäude dann im Jahr 2009 abgerissen.

## Misshandlungen und sexuelle Übergriffe
Zeitzeugen berichten über äußerst schlimme Zustände in der Schule, sowohl was den generellen Zweck der Schule anging, wie auch über den Umgang mit den Schülern als auch über die hygienischen Zustände, die zu Todesfällen führte. Kinder wurden körperlich misshandelt und es fanden sexuelle Übergriffe statt. Gegen einen Lehrer wurde in 36 Fällen verhandelt, die sich zwischen 1948 and 1968 ereignet haben. Diese und weitere Vorfälle führten zu einer systematischen Untersuchung aller Schulen und mündeten in der Aussage von Douglas Hogarth, einem Richter am Obersten Gerichtshof, dass dieses Schulsystem nichts anderes gewesen sei als eine "Einrichtung zur institutionalisierten Pädophilie". Der Hintergrund: Der Schultyp wurde speziell für die Ureinwohner in Kanada eingerichtet und Residential School genannt. Die ersten ihrer Art wurden in den 1840er-Jahren eröffnet, die letzte wurde im Jahr 1996 geschlossen. Diese Art der Schulen stellen das dunkelste Kapitel der Schulgeschichte des Landes dar. Diese Schulen sollten die Kinder von den Eltern fernhalten und zugleich von ihrem kulturellen Einfluss. Der Gebrauch ihrer jeweiligen Muttersprache wurde ihnen strikt verboten, stattdessen sollten sie Englisch, bzw. Französisch lernen. Damit verbunden war ein allgemeiner Zivilisierungsauftrag, dessen treibende Kraft eine Untersuchungskommission als „kulturellen Triumphalismus“ (cultural triumphalism) bezeichnete.